# مقتل ابومخنف
مَقتَلِ ابومِخنَف، یا مَقتَل الحسین کتابی است منتسب به ابومخنف اَزْدی که در زمینه گزارش واقعهٔ کربلا در سال ۶۱ هجری قمری است در این واقعه، حسین بن علی به همراه جمعی از اصحاب و یارانش، در جنگی که بین آنان و سپاهیان ابن زیاد (والی کوفه از جانب یزید بن معاویه) درگرفت، کشته شدند. به نوع کتاب‌هایی که دربارهٔ این واقعه نوشته‌شده‌اند، مقتل گفته می‌شود.

## ابومخنف
أبو مِخنف، لوط بن یحیی بن سعید بن مخنف بن سُلیم الغامدی الأزدی (درگذشته به‌سال ۱۵۷ هجری قمری)، مورخ شیعهٔ اهل کوفه که به‌دلیل نگارش کتابی به‌نام «مقتل‌الحسین» مشهور است. وی در این کتاب عمدهٔ روایات موافق و مخالف دربارهٔ نبرد کربلا را گرد آورده‌است. از آنجایی که شیعه و سنی از ابومخنف روایت نقل کرده‌اند، رجال حدیث هر دو گروه در مورد وثاقت احادیث او اظهار نظر کرده‌اند. محدثان که بر روی سند احادیث تأکید فراوانی داشتند، مورخان را که به دنبال جمع‌آوری تمام اخبار بودند را اخباری نامیده و آنان را تضعیف می‌کردند. ابومخنف نیز همانند ابن اسحاق، مدائنی، و واقدی مشمول این قاعده گشته‌است. ابومخنف توسط رجال سنی تضعیف شده و ابن عدی او را شیعهٔ افراطی خوانده‌است: «شیعی محترق، صاحب أخبارهم.» ذهبی می‌نویسد: إخباری تالف لا یوثق به. و یحیی بن معین نیز می‌گوید: «لیس بثقة». در مقابل رجال شیعه او را از اصحاب جعفر صادق دانسته و توثیق‌اش کرده‌اند: نجاشی می‌نویسد: «أبو مخنف، شیخ أصحاب الاخبار بالکوفة ووجههم، وکان یسکن إلی ما یرویه». از معاصران، خوئی می‌افزاید: «ثقة مسکون إلی روایته.» مهم‌ترین اثر ابومخنف، گزارشی از نبرد کربلا است که به نام «کتاب مقتل الحسین» معروف است. این کتاب از مهم‌ترین منابع برای بررسی تاریخی این واقعه به‌شمار می‌آید. نسخهٔ خطی از این کتاب در برلین نگهداری می‌شود و لئورا وچا ولیری آن را تماماً معتبر نمی‌داند.

## مقتل ابومخنف
رسول جعفریان پنج مقتل را که در قرن دوم تا اوایل قرن چهارم هجری نوشته شده‌اند از منابع اولیهٔ قابل توجه می‌داند. یکی از این مقاتل، مقتلی است که ابومخنف نوشته‌است. کهن‌ترین منبع تاریخی دست اول در دسترس، نوشته ابومخنف می‌باشد که به‌طور تقریباً کامل از دو طریق کتاب تاریخ طبری و کتاب الارشاد شیخ مفید در دسترس می‌باشد. اما از سایر گزارش‌های تاریخی جز اندکی در خلال کتاب‌های تاریخ چیزی در دسترس نیست. گفته می‌شود که ابومخنف برای نگارش تاریخ اسلام، حدود چهل کتاب نوشته‌بود که امروزه فقط نام آن‌ها برجای‌مانده و متن آن‌ها از بین رفته‌اند. البته برخی از آثار وی توسط تاریخ‌نگاران بعدی مورد استفاده قرار گرفته‌اند. به‌گفتهٔ یولیوس ولهاوزن، ابومخنف با علاقهٔ خاص و به تفصیل، موضوعات مربوط به خوارج و قیام‌های شیعه و شورش عراقی‌ها را مورد بررسی قرار می‌دهد و بیشتر، روایات کوفی را نقل می‌کند. کتاب‌های او به‌احتمال زیاد از زمرهٔ آثاری بوده که انتشار گسترده داشته و به‌ویژه شیعیان، آن‌ها را مشتاقانه می‌خوانده‌اند. برخی از تألیفات به‌دست‌آمده که منسوب به اوست، ظاهراً پاکسازی‌های بسیار آزاد متأخری است که به‌مرور زمان تفاوت‌های بیش تری با متن اصلی پیدا کرده‌است. با این حال این آثار دارای هسته‌ای اصلی و در برخی جاها شامل متن تغییرنیافته‌است، چنانچه فردیناند ووستنفلد در مورد هر ۲ کتاب مقتل‌الحسین و المختار الثقفی این نکته را دریافته‌است.
متن اصلی کتاب «مقتل الحسین» از میان رفته‌است و در حال حاضر متنی به نام «مقتل ابومخنف» در دست داریم که حاوی روایاتی سست و ناهمگون است که هرگز مورد اعتماد مورخان و پژوهشگران قرار نگرفته و اعتبار آن مورد تردید است. اکنون چندین نسخه به نام‌های مقتل‌الحسین یا اخبار مقتل‌الحسین یا مَصرَع‌الحسین و ماجری له در کتابخانه‌ها هست، اما به سبب تصرفاتی که در آن‌ها شده، هیچ‌یک را نمی‌توان مسلماً تألیف کامل ابومخنف پنداشت. کتابی هم که به نام مقتل الحسین یا مقتل ابی مخنف بارها در عراق و ایران چاپ‌شده و در صدر اسناد آن، ابومخنف از شاگردش هشام کلبی روایت کرده و نیز به دلیل‌های متعدد دیگر بی‌شک مجعول است. حتی میان یکی از نسخ این اثر منسوب، با کتابی که در همین موضوع به عالم شیعی، سید بن طاووس نسبت داده شده —یعنی لهوف—، اشتراک بسیار دیده می‌شود، بدان حد که تألیف یکی از روی دیگری، احتمال داده شده‌است. با این حال، کتاب ابومخنف به سبب اهمیت و ارزشی که داشته‌است مورد توجه مورخان و محققان قرار گرفت و بسیاری از مورخان قرون بعدی، متن آن را به طرق مختلف در آثار خویش آورده‌اند. احتمالاً متن کتاب ابومخنف تا حدود قرن چهارم هجری باقی بوده‌است؛ زیرا محمد بن جریر طبری در تاریخ طبری آن را بی‌واسطه بازگو کرده‌است. اما دقیقاً نمی‌توان گفت طبری تا چه اندازه در نقل کامل این اثر امانت به خرج داده، اما به هر حال، مهم‌ترین مآخذ مستند نویسندگان بعدی دربارهٔ واقعهٔ کربلا همین اثری است که به مقتل ابی مخنف شهرت یافته‌است. طبری به‌روشنی توضیح نداده‌است که وی این روایات ابومخنف را چگونه و از چه طریقی به دست آورده‌است. آیا متن کامل مقتل‌الحسین را در دست داشته و گزیده‌ای از روایات موجود در آن متن را گزارش کرده‌است یا آنکه وی نیز آن روایات را از طریق نوشته‌ای دیگر به‌دست آورده‌است؟ مجموع روایات طبری دربارهٔ نبرد کربلا از طریق ابومخنف، ۱۲۶ روایت است که از این تعداد، ۱۰۰ روایت به‌طور مستقیم از مقتل ابومخنف گرفته‌شده و ۱۰ روایت نیر روایاتی‌ست که طبری آن‌ها را با واسطهٔ هشام بن محمد کلبی از ابومخنف ذکر کرده‌است.
این اثر بعدها مورد توجهٔ دیگر علمای امامی قرار گرفت و آن‌ها در گزارش واقعهٔ کربلا به این کتاب استناد بسیاری کردند. تردید دربارهٔ کتاب‌های مقتل منسوب به ابومخنف موجب‌شده تا روایت طبری از او اهمیت بیشتری یابد و به همین سبب، برخی بر آن شدند تا آن منقولات را از تاریخ طبری بیرون کشند و جداگانه منتشر سازند. این منقولات نخستین بار به نام مقتل الحسین به کوشش حسن غفاری در ۱۳۹۸ قمری در قم به چاپ رسید. سپس همان اثر به همان طریق به نام وقعةالطفّ در ۱۳۶۷ خورشیدی در قم به کوشش محمد هادی یوسفی غروی، همراه با مقدمه‌ای در معرفی ابومخنف و کتاب مقتل الحسین و همچنین فهرست‌های گوناگونی از شیوخ و راویان مؤلف با توضیحات و تعلیقات منتشر شد.
اگرچه از میان‌رفتن تمام آثار ابومخنف، بررسی مستقیم آثار وی و نقد و ارزیابی محتوای آن‌ها را نامیسر ساخته و حتی داوری جدی و استوار در باب شخصیت علمی خود او را نیز دشوار می‌سازد. اما می‌توان از طریق وارسی مقتل‌الحسین او، یعنی کتابی که بخش عمده‌ای از آن توسط طبری برجای مانده و به دست ما رسیده‌است؛ همچنین به یاری پراکنده‌هایی از روایات وی در منابع روایی و تاریخی قرون اولیه، تا حد زیادی هم به خصایص روش شناختی ابومخنف در گردآوری و تنظیم و تدوین اخبار و حوادث تاریخی پی برد و هم بر عرصه‌هایی از شخصیت وی وقوف یافت. ابومخنف در مقتل‌الحسین، اصل را بر جمع‌آوری همهٔ مسموعات گذارد و همهٔ آنچه را که شنیده بود، روایت کرد. به‌خلاف ابن اسحاق، واقدی، ابن سعد و معاصران ایشان که عمدتاً به نقل روایات موافقان توجه داشتند، ابومخنف نه تنها در گزارش تاریخ کربلا به روایت گزارش‌های مخالفان و قاتلان حسین و یارانش توجه کرده، بلکه کوشیده‌است تا در پرتو این دست از روایات که خود نیز به اعتبار و ارزش آن‌ها اعتقادی نداشته، بخشی از باورهای نادرستی را که در میان برخی از مردم رواج داشته‌است، منعکس کند.